# Mouse (manga)
Mouse (マウス Mausu?), estilizado como MØUSE, es un manga japonés escrito por Satoru Akahori e ilustrado por Hiroshi Itaba. Fue publicado en la revista Young Animal. También posee una adaptación a serie de anime de doce episodios, dirigida por Yorifusa Yamaguchi y producida por Media Factory y Studio Deen. En 2005, se publicó una secuela titulada Mouse Bakamatsu-den.

## Argumento
Durante cuatrocientos años, una familia de ladrones ha azotado al mundo con una serie de robos de artesanías. Bajo el lema de no hay nada que no pueda robar, no importa el riesgo, ahora, bajo el nombre de MØUSE, el cual ha pasado de generación en generación, es el turno del duodécimo sucesor: Muon Sorata continuar con el oficio familiar junto con la ayuda de sus tres hermosas aprendices.

## Personajes
Sorata Muon (無音 宙太 Muon Sorata?)
Voz por: Kappei Yamaguchi
Un profesor de arte de la Escuela de Yamanou, quien es realmente el ladrón conocido como Mouse. Cuando se encuentra en el Instituto, tiene una apariencia despreocupada, alegre y despistada; por lo cual, usualmente es regañado por las profesoras Mei, Yayoi y Hazuki. Como Mouse, Muon cambia su actitud a una persona audaz y temeraria. Aunque varias veces ha sido incitado por varias mujeres (incluyendo sus ayudantes), a tener sexo con ellas, él prefiere no hacerlo, hecho que provoca que haya más atracción hacia él.
Mei Momozono (桃園 メイ Momozono Mei?)
Voz por: Kikuko Inoue
Al igual que Muon, Mei también trabaja como profesora de Física en el Colegio Yamanou, aunque también es una excelente hacker, lo cual ha ayudado en numerosos robos. Ella, aunque proviene de una familia adinerada, ha sido entrenada desde su niñez para servir a Sorata puesto que su familia ha sido cómplice de la familia durante 400 años. Al principio, Mei decide no servir a Sorata por completo, pero cuando en una misión resulta herida y es ayudada por Mouse, ella decide seguirlo por amor.
Yayoi Kuribayashi (栗林 弥生 Kuribayashi Yayoi?)
Voz por: Yukari Fukui
Una mujer de pechos enormes, experta en biología, es también profesora en la Academia de Biología. Cuando cursaba en la Universidad, padecía de androfobia, lo cual le causaba un gran trauma al no saber la causa de su pánico hacia los hombres. Un día descubre que su compañera de clase, Mei Mozona, tenía una relación íntima con Sorata Muon, un estudiante de secundaria que ella tutoraba. Más adelante, cuando Mouse robaba una muestra biológica única, a Yayoi le entra un ataque de pánico debido a su androfobia, lo cual provoca un incendio, pero cuando es rescatada por Mouse, descubre que él era realmente Sorata. Después de eso, Yayoi descubre que su androfobia es sustituida por un deseo de insubordinación, por lo cual decide servir a Sorata como su cómplice.
Hazuki Kakio (柿生 葉月 Kakio Haduki?)
Voz por: Mai Nakahara
Es una combatiente experta en las artes marciales. Trabaja en el Colegio como instructora de Educación Física. Ella posee varias personalidades que van desde una niña hasta una persona atrevida, por lo cual, es fanática del cosplay. Al igual que Yayoi y Mai, se refiere a Sorata como Go Shūjin-Sama (Amo) cuando se encuentran solos y continuamente lo acosan y seducen.

## Lanzamiento

### Anime

#### Lista de episodios
- Robo 1: Su nombre es MØUSE
  - その名は“鼠
- Robo 2: No hay nada que no pueda robar
  - に盗めぬ物はなし
- Robo 3: Ella no aceptará el destino
  - 彼女は運命[さだめ]を受け入れない
- Robo 4: Mouse no abandonará a un compañero
  - 鼠[マウス]は仲間を見捨てない
- Robo 5: El objetivo es Hazuki
  - ターゲットは葉月
- Robo 6: El mundo electrónico de Mouse
  - 電子の国の鼠[マウス]
- Robo 7: Una esudiante universitaria que odia a los hombres
  - 男嫌いの女子大生
- Robo 8: Dulce despertar, una hierba milagrosa
  - 甘美なる覚醒
- Robo 9: Su nombre es Wang
  - その名は“ワン
- Robo 10: El hombre que engaña a la muerte
  - 死なない男
- Robo 11: Mouse nunca se rinde
  - 鼠[マウス]”は決してあきらめない
- Robo 12: El sueño de Mouse nunca termina
  - 鼠[マウス]”の夢は終わらない